# Wohlen (Argòvia)
Wohlen és un municipi del cantó d'Argòvia (Suïssa), situat al districte de Bremgarten. El 2023 tenia 17.481 habitants.